# Margaret Reid
Margaret Elizabeth Reid (ur. 28 maja 1935 w Crystal Brook) – australijska polityk, w latach 1996–2002 przewodnicząca Senatu Australii (jako pierwsza kobieta).

## Życiorys
Margaret Reid z domu McLachlan uczyła się w Methodist Ladies' College w Adelajdzie i na Uniwersytecie w Adelajdzie, gdzie uzyskała licencjat z prawa. Dołączyła do Partii Liberalnej, stając się pierwszą kobietą przewodniczącą Australijskiej Federacji Studentów Liberalnych. Po ukończeniu studiów została adwokatem specjalizującym się w prawie rodzinnym. W 1965 r. przeniosła się do Canberry.

## Kariera polityczna
Po nagłej śmierci senatora Johna Knighta, Margaret Reid 5 maja 1981 r. została wybrana na wspólnym posiedzeniu australijskiego parlamentu na senatora dla Australijskiego Terytorium Stołecznego. Był to pierwszy z zaledwie dwóch przypadków obsadzenia wakatu w Senacie w ten sposób. W 1987 r. Reid została whipem liberałów w Senacie i sprawowała tę funkcję do 1995 r. W 1996 r. została wybrana na przewodniczącą Senatu, a po 6 latach ( w 2002 r. ) ustąpiła ze stanowiska.

## Odznaczenia
W 1977 roku Margaret Reid została odznaczona Srebrnym Medalem Jubileuszowym Królowej Elżbiety II, a w 1987 r. Orderem Odrodzenia Polski. Za zasługi dla australijskiego parlamentu i społeczności w 2004 roku Reid została mianowana oficerem Orderu Australii.

## Życie prywatne
W 1966 roku Margaret Elizabeth Reid wyszła za mąż za Toma Reida, wdowca z czwórką dzieci. Tom był dyrektorem stacji Honeysuckle Creek podczas jej zaangażowania w program Apollo. Małżeństwo nie miało razem dzieci, za to Margaret adoptowała dzieci Toma Reida.
Margaret Reid jest patronem ponad 80 organizacji społecznych w mieście Canberra. Wraz z Mary Sexton jest patronką Australijskiego Forum Historii Kobiet.